# Angela Lambert
Angela Lambert (născută Angela Maria Helps) (n. 14 aprilie 1940 – d. 26 septembrie 2007) a fost o jurnalistă, critică de artă și scriitoare britanică, cunoscută mai ales pentru romanul A Rather English Marriage. Romanul ei Kiss and Kin a câștigat Premiul Romanul romantic al anului decernat de Romantic Novelists' Association din Marea Britanie.

## Biografie
S-a născut ca Angela Maria Helps în familia unui funcționar public englez și a unei femei casnice originare din Germania. A fost nefericită atunci când a fost trimisă la Școala Wispers, o școală de fete din Sussex, unde pe la vârsta de 12 ani a decis că ea a vrut să devină scriitoare. Ea a urmat St Hilda's College, Oxford, unde a studiat politică, filosofie și economie.
În 1962 s-a căsătorit cu Martin Lambert, cu care a avut un fiu și o fiică, dar căsnicia s-a încheiat cinci ani mai târziu, când el a părăsit-o cu doi copii mici în grijă. Ea a avut, de asemenea, o altă fiică cu scriitorul de origine maghiară Stephen Vizinczey.
Și-a început cariera de jurnalist în 1969, lucrând pentru ITN înainte de a se angaja la ziarul The Independent în 1988.
Lambert a suferit de pe urma unor multiple tulburări ale sistemului imunitar și a hepatitei C (de care s-a îmbolnăvit în urma unei transfuzii de sânge) care a condus la ciroză hepatică. După ce a supraviețuit unei boli critice în februarie 2006, nu și-a mai revenit și a devenit infirmă. Ea a trăit la Londra și în Franța (după ce a cumpărat o casă în Dordogne în 1972). I-a supraviețuit directorul de televiziune Tony Price, partenerul ei de viață timp de 21 de ani, și fiul și cele două fiice ale ei.

## Cărți publicate

### Romane
- Love Among the Single Classes (1989)
- No Talking After Lights (1990)
- A Rather English Marriage (1992)
- The Constant Mistress (1994)
- Kiss and Kin Arhivat în 26 august 2017, la Wayback Machine.' (1997)
- Golden Lads and Girls (1999)
- The Property of Rain (2001)

### Non-ficțiune
- Unquiet Souls: A Social History of the Illustrious, Irreverent, Intimate Group of British Aristocrats Known As "the Souls" (1987)
- 1939: The Last Season of Peace (1989)
- The Lost Life of Eva Braun (2006)